# Bénivay-Ollon
Bénivay-Ollon là một xã thuộc tỉnh Drôme trong vùng Auvergne-Rhône-Alpes đông nam nước Pháp. Xã Bénivay-Ollon nằm ở khu vực có độ cao từ 374-854 mét trên mực nước biển.